# Belgija
Belgija, službeno Kraljevina Belgija (niz.: Koninkrijk België; fra.: Royaume de Belgique; njem.: Königreich Belgien) država je u zapadnoj Europi, graniči s Nizozemskom na sjeveru, Njemačkom na istoku, Luksemburgom na jugoistoku i Francuskom na jugozapadu, te izlazi na Sjeverno more. Površinom s prostire na 30 528 km² te ima više od 11,5 milijuna stanovnika. S 380 stanovnika po km² jedna je od najnapučenijih europskih država. Njena institucionalna organizacija je složena i strukturirana na regionalnoj i jezičnoj osnovi. Podijeljena je na tri visoko autonomne regije: Flamanska regija (Flandrija) na sjeveru, Valonska regija (Valonija) na jugu i Regija glavnog grada Bruxellesa. Bruxelles je najmanja i najgušće naseljena regija, kao i najbogatija regija u smislu BDP-a po glavi stanovnika.
Belgija je na kulturnom križanju germanske i romanske Europe te je jezično podijeljena s nizozemskim govornim područjem u Flandriji na sjeveru, francuskim u Valoniji na jugu te malim njemačkim govornim područjem na istoku, što je odraženo u državnim institucijama i političkoj povijesti. Glavni grad Bruxelles je dvojezično područje, iako većina stanovnika govori francuskim jezikom.
Belgija je ime dobila po keltskom plemenu imena Belgae te od rimske provincije na sjeveru Galije poznate kao Gallia Belgica. U srednjem vijeku Belgija je bila središte trgovine i umjetnosti. Od 16. stoljeća poprište je mnogih ratova između europskih sila. Neovisnost od Nizozemske dobila je 1830. godine. Belgija je jedna od osnivačkih članica Europske unije i NATO-a. U glavnom belgijskom gradu Bruxellesu sjedište je tih dviju organizacija.

## Povijest
Rimska provincija Gallia Belgica za vrijeme cara Dioklecijana u 3. stoljeću podijeljena je na provincije Belgica Prima i Belgica Secunda. U 5. i 6. stoljeću naseljavaju se salijski Franci s donje Rajne. Verdunskim ugovorom je 843. godine podijeljena je pa zapadni dio koji je dobila Francuska Karla Ćelavog dok je istočni dio dobila kraljevina Lotaringija Lotara I..
U 12. stoljeću nagli uspon tkalačke proizvodnje pogoduje razvoju gradova Brugesa, Genta, Ypresa i Antwerpena. U 13. i 14. stoljeću česte su pobune gradskih obrtnika protiv patricijata. U Stogodišnjem ratu (1337. – 1453.) bogati se flandrijski gradovi, zbog gospodarskih razloga (uvoz vune), opredljeljuju za Englesku. U to doba procvata zemljom upravljaju burgundijski vojvode.
Od 1477. godine Belgija pripada kući Habsburg te ostaje u njezinu posjedu i nakon borbi za burgundijsku baštinu. Sjeverni Barbant i dio sjeverne Flandrije je od 1648. godine u sastavu južnih pokrajina, a od 1714., nakon rata za španjolsku baštinu, Belgija je ponovno austrijska. Protuaustrijsko raspoloženje odrazilo se u ustanku 1789. i proglašenju Ujedinjenih Belgijskih Država. 1797. godine priključena je Francuskoj Republici.
Od 1815. godine ujedinjena je s Nizozemskom u Nizozemsko Kraljevstvo (Nizozemski ratovi) na čelu s Vilimom I. iz dinastije Orange-Nassau. Nakon izbijanja revolucije 1830. godine u Bruxellesu, Belgija je proglasila neovisnost, potvrđenu na konferenciji veleposlanika u Londonu 1831. godine.
Iako se u I. i II. svjetskom ratu proglasila neutralnom, Njemačka ju je okupirala. Od 1947. sklopljena je carinska unija s Nizozemskom i Luksemburgom - Benelux. Belgija sudjeluje u stvaranju NATO-a 1949., Europske zajednice za ugljen i čelik 1951., Europske ekonomske zajednice 1957. i Europske unije 1992.
Od 1960. povlači se iz Belgijskog Konga te vojno intervenira u njemu 1977. zajedno s francuskom vojskom. Godine 1951. kralja Leopolda III. naslijedio je Baudouin I. Početkom 1960-ih razgraničena su jezična područja u Belgiji.
Od 1970. ozakonjene su tri zajednice (frankofonska/valonska, flamanska i njemačka), a postupna federalizacija rezultirala je autonomijom triju regija: Valonije, Flandrije i glavnog grada Bruxellesa.
Godine 1993. na prijestolje dolazi Albert II.. Krajem 1990.-ih i početkom 2000.-ih utjecajna je Liberalna stranka u vladajućoj koaliciji sa strankama lijevice i ekološkog pokreta. Od 1999. premijer je Guy Verhofstadt koji je ponovno izabran 2003.. Nakon izbora održanih 2007. i nakon devet mjeseci pregovora između flamanskih i valonskih stranaka, na čelo nove vlade 20. ožujka 2008. dolazi Yves Leterme iz stranke Kršćanskih demokrata Flandrije.

## Politika
Belgija je parlamentarna ustavna i nasljedna monarhija. Ustav je donesen 7. veljače 1831. te je više puta dopunjavan. Ustavnim promjenama iz 1970., 1971., 1974. i 1980., a posebno ustavnim zakonodavstvom iz 1993., Belgija je federalizirana. Novim prvim člankom ustava Belgija je definirana kao federativna država sastavljena od triju autonomnih regija. U zajedničkoj su nadležnosti: vojska, monetarna i vanjska politika, a sve ostalo prenosi se na regije.
Donošenjem jezičnih zakona u 1960.-im godinama, Belgija je postupno preuređena u skladu sa složenim sastavom stanovništva. Proces federalizacije naposljetku je 1993. završen formalnim ozakonjenjem federalnog uređenja. Federalne jedinice/regije su: flamanska, valonska i briselska. Jezičnim zakonima iz 1962. i 1963. precizno su utvrđene granice četiriju jezičnih područja: flamanskog, francuskog (valonskog), njemačkog i dvojezičnog flamansko-francuskog.
Na toj osnovici ustavne reforme iz 1970. ozakonile su tri zajednice: valonsku (frankofonsku), flamansku i njemačku i tri regije: valonsku, flamansku i briselsku. Uređene su i upravne jedinice: pokrajine (njih 9) i općine (589). Valonska regija ima 4 frankofonske pokrajine i frankofonski dio regije Barbant. U sastavu valonske regije je i 9 općina s pretežitim njemačkim stanovništvom u pokrajini Liége. Flamanska regija ima 4 flamanske pokrajine i flamanski dio regije Barbant. Treća federalna jedinica je dvojezično područje glavnog grada, koje obuhvaća 19 gradskih općina.
Na izborima 2003. za Zastupnički dom Flamanski liberali i demokrati osvojili su 15,4% glasova, flamanska Socijalistička stranka 14,9%, Krščanski demokrati i Flamanci 13,2%, valonska Socijalistička stranka 13,0%, Flamanski blok 11,6%, Reformski pokret 11,4%.
Od 1999. premijer je bio Guy Verhofstadt iz stranke Flamanskih demokrata i liberala. Na dužnost je reizabran 2003. godine. Na izborima 1999. predvodio je koaliciju šest stranaka. To je bila prva koalicija bez Krščanskih demokrata od 1958. Drugi mandat Verhofstadt je osvojio predvodeći koaliciju četiri stranke. aktualni premijer je Elio Di Rupo.

### Izvršna vlast
Monarh (kralj) nalazi se na čelu države te proglašuje zakone i na taj način raspolaže pravom zakonodavne sankcije, a ujedno je i nositelj izvršne vlasti. Svaki njegov akt mora imati i potpis nadležnog ministra. Kralj je i vrhovni zapovjednik vojske. Aktualni kralj postaje Filip od 2013. godine nakon abdikacije njegova oca Alberta II.
Vlada - tijelo izvršne vlasti na čelu s premijerom, za svoj je rad odgovorna parlamentu kojemu, u slučaju da joj je izglasano nepovjerenje,  podnosi ostavku. Obvezan je paritetni sustav vlade s podjednakim brojem ministara Flamanaca i Valonaca.

### Zakonodavna vlast
Zakonodavnu vlast ima dvodomni parlament, koji se sastoji od Zastupničkog doma i Senata. Zastupnički dom ima 150 zastupnika, koje građani s 18 navršenih godina biraju neposredno, na 4 godine. Senat ima 71 člana, od kojih 40 senatora građani biraju neposreno, a 31 su kooptivni članovi. Mandat člana senata također traje 4 godine.

### Sudbena vlast
Sudbenu vlast obavljaju Kasacijski sud, 5 apelacijskih i prvostupanjski sudovi (tribunali). Posebni sudovi su vojni, mirovni, trgovački i sudovi za radne sporove. Državno vijeće (ima 18 članova) sudjeluje u pripremanju zakona, a istodobno rješava neke upravne sporove. Sudski sustav temeljen je na civilnom pravu koji datira od Napoleonova kodeksa iz 1800.-ih.

## Geografska obilježja
Belgiju čini nizina uz obalu Sjevernog mora i Kanala, središnji brežuljkast ravnjak i gorje Ardeni na jugoistoku. Uz nisku i pjeskovitu obalu pruža se Flandrijska nizina (Vlaanderen). Duž obale obrubljena je pojasom dina (visine do 30 m i širine do 2,5 km), koje od poplave mora zaštičuju polderi - isušeno močvarno područje. Polderi prelaze prema unutrašnjosti u pješčano-glinovitu (20-50 m) nizinu Flandrije, s brežuljcima visine do 150 m.
Sjeveroistočno od rijeke Schlede na poldere se nastavlja pješčana kempenska ravnica visine do 100 m (uz rijeku Meusu/Maas). Središnja valovita ravnica pruža se između Schlede odnosno Flandrijske nizine na zapadu, kempenskog ravnjaka na sjeveru i dolina rijeke Meuse- Sambre na istoku. Izdiže se od 80 m na sjeveru do 200 m na jugu. Prekriven je pješčanim i glinovitim naslagama, a na jugu plodnim praporom. Jugoistočno od doline Meuse- Sambre prostire se Visoka Belgija s pješčano-vapnenačkim ravnjakom Condrozom i znatno sniženim hercinskim gorjem Ardenima (najviši je vrh Botrange, 694 m). Cijelo to područje je raščlanjeno dubokim riječnim dolinama pritoka Meuse i Sambre. Na krajnjem jugoistoku pruža se brežuljkast kraj (300-450 m)- belgijski dio Lotaringije.

### Klima
Belgija ima oceansku klimu; utjecaj zračnih masa s Atlantika jak je u primorju i središnjem dijelu zemlje. Zime su blage i maglovite, a ljeta prohladna s rijetkim kišama. Srednja siječanska temperatura snižava se od obale (4°C) prema unutrašnjosti (0°C u Ardenima) dok je srednja srpanjska temperatura najviša u središnjoj Belgiji (do 22°C), a najniža u planinskom području (14°C). Godišnja količina padalina iznosi u primorju i središnjem dijelu 700-900 mm, a u Ardenima do 1400 mm.

### Rijeke
Riječna mreža je gusta. Sve rijeke pripadaju slijevu Sjevernog mora. Glavne su Schlede i Meuse (Maas) s pritocima Sambre i Ourthe. Najviši im je vodostaj zimi kada u nizinskom dijelu poplavljuju okolno zemljište. Velik je broj kanala, koji osim za plovidbu služe i za navodnjavanje.

### Flora
Pod šumom je oko 21% površine zemlje. Prirodni biljni pokrov očuvan je samo u Ardenima, koji obiluju hrastovim i bukovim šumama, dok u nizinskom dijelu rastu mješovite šume breze i hrasta. Crnogorične šume nastale su najčešće pošumljavanjem pustih terena.

## Gospodarstvo
Belgija visok stupanj razvoja može zahvaliti povoljnom zemljopisnom položaju, izuzetno razvijenoj prometnoj infrastrukturi, raznolikoj industriji, te razvijenoj trgovini. Industrija je uglavnom koncentrirana u vrlo razvijenoj i bogatoj regiji Flandriji na sjeveru, koja je poznata i po najvećoj vrijednosti izvoza po glavi stanovnika u svijetu. Belgija je prisiljena uvoziti znatne količine sirovina, zbog nedovoljnog broja prirodnih izvora, te izvoziti velike količine gotovih proizvoda.
Kada se usporedi udio izvoza i uvoza u BDP-u, za Belgiju se može reći da predstavlja jedno od najotvorenijih gospodarstava u Europi, koje je ponajviše ovisno o trgovačkoj suradnji s 3 susjedne zemlje: Njemačkom, Francuskom i Nizozemskom. Sve to čini Belgiju znatno ovisnom o kretanjima na inozemnom tržištu. Stopa rasta BDP-a znatno se smanjila 2001. godine zbog globalne ekonomske recesije.
Struktura BDP-a ukazuje da se radi o izuzetno razvijenoj zemlji: poljoprivreda 2%, industrija 27%, usluge 71%. Ukupni BDP iznosio je u 2004. godini 283,5 milijardi eura, što daje 27 253 eura po stanovniku. Stopa nezaposlenosti iznosila je u 2004. godini iznosila 7,8%. Stopa rasta gospodarstva u 2004. iznosila je 5,2%, dok je inflacija bila 1,9%. U uslužnom sektoru radi 74,2% stanovnika, u industriji 24,5%, a u poljoprivredi samo 2%.
Izvoz je za 2004. godinu iznosio 246,4 milijardi eura, a glavni izvozni partneri su Njemačka, Francuska, Nizozemska i Velika Britanija. Glavni izvozni proizvodi su kemijski i farmaceutski proizvodi, prijevozna sredstva, strojevi i oprema, plastika i guma te metali.
Uvoz je u 2004. godini iznosio 229,5 milijardi eura. Glavni uvozni partneri su: Nizozemska, Njemačka, Francuska, Velika Britanija i SAD. Glavni uvozni proizvodi su: kemijski i farmaceutski proizvodi, strojevi i oprema, prijevozna sredstva, minerali i drago kamenje.

## Stanovništvo
Belgija je 2021. imala 11 587 880 stanovnika. S 379,58 stanovnika po km² jedna je od najnapučenijih europskih država. Najveće gustoća stanovnika je u Flamanskom dijamantu koji čine aglomeracije Bruxellesa, Genta, Antwerpena i Leuvena i ostalih urbanih središta poput Liègea, Charleroia i Brugesa. Više od 97% stanovnika živi u gradovima što predstavlja jedan od najvećih postotaka urbanizacije na svijetu. Najveći gradovi su: Bruxelles (1 006 749 stan.), Antwerpen (457 000), Gent (231 000), Charleroi (201 000), Liege (187 000) i Bruges (117 000).
Po regijama najviše stanovnika u 2021. ima Flandrija: 6 653 062, Valonija ima 3 633 795 i Bruxelles 1 222 637. Oko 60% stanovnika govori nizozemskim jezikom odnosno flamanskim, 40% francuskim (31% Valonci), a 1% njemačkim. Bruxelles, koji čini 8% stanovništva je dvojezični grad: francusko-nizozemski. U početku je grad bio većinski nizozemski dok danas oko 80% stanovnika govori francuski, 8,5% nizozemskim, a 10,2% i jednim i drugim jezikom.
Oko 58% stanovnika čine etnički Flamanci, 31% Valonci, a ostalih 11% čine imigranti iz Italije, Francuske, Njemačke i Sjeverne Afrike. Prema vjeri Belgijanci su većinom katolici, 75%, dok ostalih 25% čine muslimani, protestanti, židovi i ateisti. Očekivana životna dob je 78,77 godina. Za muškarce iznosi 75,59 godina, a za žene 82 godine.

## Promet
Značajnije morske luke za međunarodni promet su Antwerpen/Anvers, Brugge/Bruges, Oostende/Ostende i Zeebrugge/Zeebruges te riječna luka Gent/Ghent.

## Kultura
Belgijska umjetnost je započela osamostaljenjem Belgije 1830. god., a prije toga bila je dio mosanske, flamanske i nizozemske umjetnosti. Belgijska književnost podijeljena je na dvije glavne jezične grane koje slijede dva najistaknutija jezika u Belgiji - nizozemski i francuski.

## Poznati Belgijanci
- Carlo Heip
- Eden Hazard
- Romelu Lukaku
- Kevin De Bruyne

## Vanjske poveznice
- Službene stranice belgijske vlade
- Interaktivna karta Bruxellesa
- Putovanje u Belgiju  Arhivirana inačica izvorne stranice od 12. ožujka 2019. (Wayback Machine)
- Belgijski turistički ured  Arhivirana inačica izvorne stranice od 19. srpnja 2006. (Wayback Machine)
- Fotografije Belgije
- Belgijska književnost  Arhivirana inačica izvorne stranice od 14. lipnja 2006. (Wayback Machine)
- Restorani Belgije
- Diskoteke Belgije

| Portal:Europa | Portal:Europa |

### Ostali projekti
|  | Zajednički poslužitelj ima stranicu o temi Belgija    |
|  | Zajednički poslužitelj ima još gradiva o temi Belgija |
|  | Zajednički poslužitelj sadrži atlas Belgije           |